# Cricketstatistik
Statistiken spielen im Cricket eine große Rolle. Die meisten Statistiken betreffen die Leistungen einzelner Spieler, getrennt nach den drei Rollen, die ein Spieler während eines Matches einnehmen kann: Batter, Bowler und Feldspieler.
Auf der professionellen Ebene werden dabei die verschiedenen Spielformen streng voneinander getrennt. Die Ebene des First-Class Cricket enthält auch die entsprechenden Länderspiele, die Test Matches. Letztere bilden jedoch ebenso eine eigene Kategorie. Für Eintages–Cricket gibt es als höchste Ebene das sogenannte List A Cricket. Diese schließen die Länderspiele der One-Day Internationals mit ein, die wiederum ebenfalls eine eigene Kategorie sind. Entsprechend gibt es im 20-Over-Cricket das Twenty20 und die Twenty20 Internationals. Bei den Frauen gab es zunächst nur die entsprechenden Kategorien für die Länderspiele (Women’s Test Cricket, Women’s One-Day International und Women’s Twenty20 International), jedoch wurden nachträglich auch die höchsten Ebenen der drei Formen für sie etabliert (Women’s First-Class Cricket, Women’s List A Cricket und Women’s Twenty20).

## Allgemeine undFielding-Statistiken
- Matches (Mat): Zahl der Spiele.
- Catches (Ct): Zahl der Catches. Durch direktes Fangen des Balles scheidet der gegnerische Batsman aus.
- Stumpings (St): Zahl der durch einen Wicket-Keeper durchgeführten Stumpings. Auch dabei scheidet der Batsman aus.

Der Begriff Dismissal bezeichnet allgemein das Ausscheiden eines Batsman. In Statistiken wird er fast immer auf den Wicket-Keeper bezogen, und zwar in dem Sinne, dass er die durch ihn durchgeführten Dismissals meint. Das können Catches oder Stumpings sein.

## Schlag- oderBatting-Statistiken
- Innings (I): Die Zahl der Innings, in denen der Batsman tatsächlich eingesetzt wurde.
- Not Outs (NO): Wie oft der Batsman am Ende der Innings, in denen er eingesetzt wurde, selbst nicht ausgeschieden war.[1]
- Runs (R): Die Gesamtzahl der von ihm erzielten Runs (Punkte).
- Highest Score (HS): Die höchste vom Batsman in einem Innings erreichte Punktzahl.
- Batting Average (Ave): Gesamtzahl der Runs dividiert durch die Zahl der Innings, in denen der Batsman ausgeschieden ist. Ave = Runs / (I - NO). Diese wird im Allgemeinen als die langfristig aussagekräftigste Statistik angesehen.
- Centuries (100): Die Zahl der Innings, in denen der Batsman 100 oder mehr Runs erzielt hat.
- Half-centuries (50): Zahl der Innings, in denen der Batsman zwischen 50 und 99 Runs erzielt hat.
- Balls Faced (BF): Die Zahl der auf den Batsman erfolgten Würfe, einschließlich der No Balls, aber ohne Wides, da er aus diesen definitionsgemäß keine Punkte erzielen kann.
- Strike Rate (SR): Zahl der Runs pro erfolgten 100 Würfen. SR = (100 * Runs) / BF

## Wurf- oderBowling-Statistiken
- Overs (O): Zahl der absolvierten Over. Im Cricket gilt immer die Notation <Overs>.<Balls>. Der Punkt darf also nicht als Dezimalpunkt interpretiert werden.
- Balls (B): Zahl der Würfe. Zwischen Overs und Balls besteht eine Korrelation. Dabei ist zu berücksichtigen, dass erstens früher nicht immer die Regel 1 Over = 6 Bälle galt, und dass zweitens No Balls und Wides hier mitzurechnen sind.
- Maidens (M): Zahl der vollständigen Over, in denen der Bowler keine Runs abgegeben hat. Byes und Leg Byes werden ihm nicht negativ angerechnet.
- Runs (R): Zahl der abgegebenen Runs (Punkte).
- Wickets (W): Zahl der rausgeworfenen Batsmen.
- Bowling Analysis: Verkürzte Darstellung der wichtigsten statistischen Angaben, meistens bezogen auf ein Innings: Immer in der Reihenfolge Overs, Maidens, Runs und Wickets. Beispielsweise steht 10-3-27-2 für zehn Over, von den drei Maidens waren, bei insgesamt 27 abgegebenen Runs und 2 Wickets.
- No Balls (Nb): Zahl der Würfe, die No Balls waren.
- Wides (Wd): Zahl der Würfe, die Wides waren.
- Bowling Average (Ave): Die durchschnittlich pro Wicket abgegebenen Runs (Ave = Runs / W). Diese Statistik kann als die Entsprechung des Batting Average oben betrachtet werden.
- Economy Rate (Econ): Die durchschnittlich pro Over abgegebenen Runs. Econ = Runs / Overs
- Best Bowling (BB): Die erfolgreichste Bowlingleistung in einem Innings, manchmal auch in einem Spiel. Hierbei gilt zunächst die höchste Zahl an Wickets, danach die kleinste Zahl der abgegebenen Runs als ausschlaggebend. Ein Innings von 7 for 102 gilt danach als erfolgreicher als eines von 6 for 19.
- Five-wickets in an Innings (5w): Die Zahl der Innings, in denen der Bowler mindestens fünf Wickets erreicht hat.
- Ten-wickets in a Match (10w): Die Zahl der Spiele, in denen der Bowler mindestens zehn Wickets erreicht hat.
- Strike Rate (SR): Die durchschnittlich pro erreichtem Wicket benötigten Bälle. SR = Balls / W